# Lido (cantante)
Lido (precedentemente noto come LidoLido), pseudonimo di Peder Losnegård (Tysvær, 26 ottobre 1992), è un cantante norvegese.

## Biografia
Lido è salito alla ribalta col brano Turn Up the Life (2011), certificato platino dalla IFPI Norge. È poi uscito l'album in studio Pretty Girls & Grey Sweaters (2012), che ha esordito al 6º posto della VG-lista, che si è guadagnato lo Spellemannprisen alla rivelazione e che si è conteso quello al pop. Battle Poetry (2013) è divenuto il suo primo LP a entrare la top five norvegese.
Nell'ottobre 2016 è avennuta la pubblicazione del terzo disco, Everything, candidato per lo Spellemannprisen all'urban e presentato al festival di Coachella. L'album seguente, Peder (2020), è stato in lizza per il riconoscimento all'R&B/soul.
Lido è figurato in qualità di produttore in Hopeless Fountain Kingdom (2017) e Manic (2020) di Halsey, così come in Caution (2018) di Mariah Carey e in Syre (2017) di Jaden Smith.

## Stile musicale e influenze
Lido fonde armonie gospel ed elettronica, e strutture dell'hip hop, enfatizzando batterie sincopate e cambi di tempo improvvisi. In un'intervista concessa alla BMI, ha dichiarato che «il segreto è togliere l'ego dalla stanza: quando ti concentri sulla canzone diventa subito migliore».

## Discografia

### Album in studio
- 2012 – Pretty Girls & Grey Sweaters
- 2013 – Battle Poetry
- 2016 – Everything
- 2020 – Peder
- 2023 – Ultraviolet
- 2025 – Digital Dust

### EP
- 2014 – I Love You
- 2015 – The Passion Project
- 2018 – I O U 1
- 2019 – I O U 2

### Singoli
- 2009 – Go'n Be Gone
- 2011 – Turn Up the Life
- 2011 – Different
- 2013 – Heartbreak in the Club (feat. DJ Gartez)
- 2016 – Tokyo Narita (Freestyle) (con Halsey)
- 2016 – Murder
- 2016 – Dye
- 2017 – Angel
- 2017 – Not Enough (feat. THEY.)
- 2019 – How to Do Nothing
- 2020 – Postclubridehomemusic
- 2022 – Live in Pretend (con Jim Alxndr)